# Анастасије Струмички
Анастасије Струмички (грч. Αναστάσιος ἐκ Βουλγαρίας), (1774–1794), је православни светитељ родом из села Радовиш, из струмичког краја, који се од давнина називала Тивериопољска епархија.
Као млад је дошао у Солун где је био шегрт код мајстора оружара. У једнох прилиц мајстор га замоли да му пренесе турску одећу коју је чувао у својој радионици – на тај начин да је обуче и прође кроз градску капију. Анастасије га послуша. На излазу из града када му цариници затражише папире за наплаћену царину, он са стидом рече да је Турчин и да нема потребе да плаћа царину. Међутим, цариници посумњаше да је овај млади момак Турчин, те затражише од њега да учини салават – кратко исповедање муслиманске вере. Момак се збуни, јер није знао шта ови траже од њега! Одмах су почели да га туку, не би ли га приморали да се стварно потурчи, а кад видеше да је момак чврст у својој намери, дадоше га прво кехаји-секретару, а затим аги-начелнику њиховом. Када виде ага да ни он не може да убеди Анастасија, посла једног војника код муфтије да му објасни шта да ради са овим хришћанином. Одговор је гласио овако: У једној руци ти је мач, а у другој књига. Ако си ревнитељ за нашу веру – одсеци му главу; ако си среброљубив и равнодушан – употреби књигу!. Када је чуо овај одговор, ага га посла код молле (судије) и посла са њим још петоро људи да сведоче лажно против њега.
Молла га је прво убеђивао речима, којекаквим измишљотинама и разним ласкавим обећањима, али ни он не успе да га убеди – те се Анастасије још више срамио што је цариницима на излазу из града рекао да је Турчин. Молла нареди да га опет избатинају и посла га код муселима.
Још боља су била обећања муселимова него моллина; чак му је обећао да ће постати чохандарин (приближени) и да ће имати велики углед. Још више се Анастасије постиде и одби ово речима: Хришћанин сам! Не одричем се вере!. Муселиму није остало ништа осим да пошаље овог храброг војника за Христову веру, на лобно место – изван такозване Нове порте; али посла неколико људи да га прате док иде према ломачи, не би ли га убедили последњи пут. Али, по вољи Божијој, још док је био на путу – у страшној агонији од физичког насиља, подлегао је 8. августа 1794. не стигавши на лобно место, а оставши до краја у лепој и сјајној исповести наше вере..